# Gabriel de Arregui y Gutiérrez
Gabriel de Arregui y Gutiérrez (Buenos Aires, gobernación del Río de la Plata, 23 de marzo de 1654 – Cuzco, Virreinato del Perú, 1724) era un fraile franciscano que fuera designado como obispo de Buenos Aires desde 1713, siendo el primero nativo de esa ciudad, hasta que en 1716 fuera su nombramiento revocado por la Santa Sede.

## Biografía
Gabriel de Arregui y Gutiérrez nació el 23 de marzo de 1654 en la ciudad de Buenos Aires, capital de la entonces gobernación del Río de la Plata, que era una entidad autónoma del Virreinato del Perú y que formaba parte del Imperio español.
Era hijo del capitán Juan Antonio de Arregui y Salazar, cuyos padres eran Miguel de Arregui y Francisca de Salazar Garagalza, y de Juana Gutiérrez de Paz, una hija del capitán Juan Gutiérrez y de Ana de Paz.
Ingresó a la Orden de San Francisco y tras doctorarse en teología en la Universidad de Córdoba fue en varias ocasiones guardián del Convento de San Francisco de Asís de Buenos Aires. El 19 de febrero de 1700 murió el obispo de Buenos Aires Antonio de Azcona Imberto. El Cabildo eclesiástico nombró provisor del obispado al deán Domingo Rodríguez Armas hasta tanto se designara a un nuevo titular de la sede vacante.

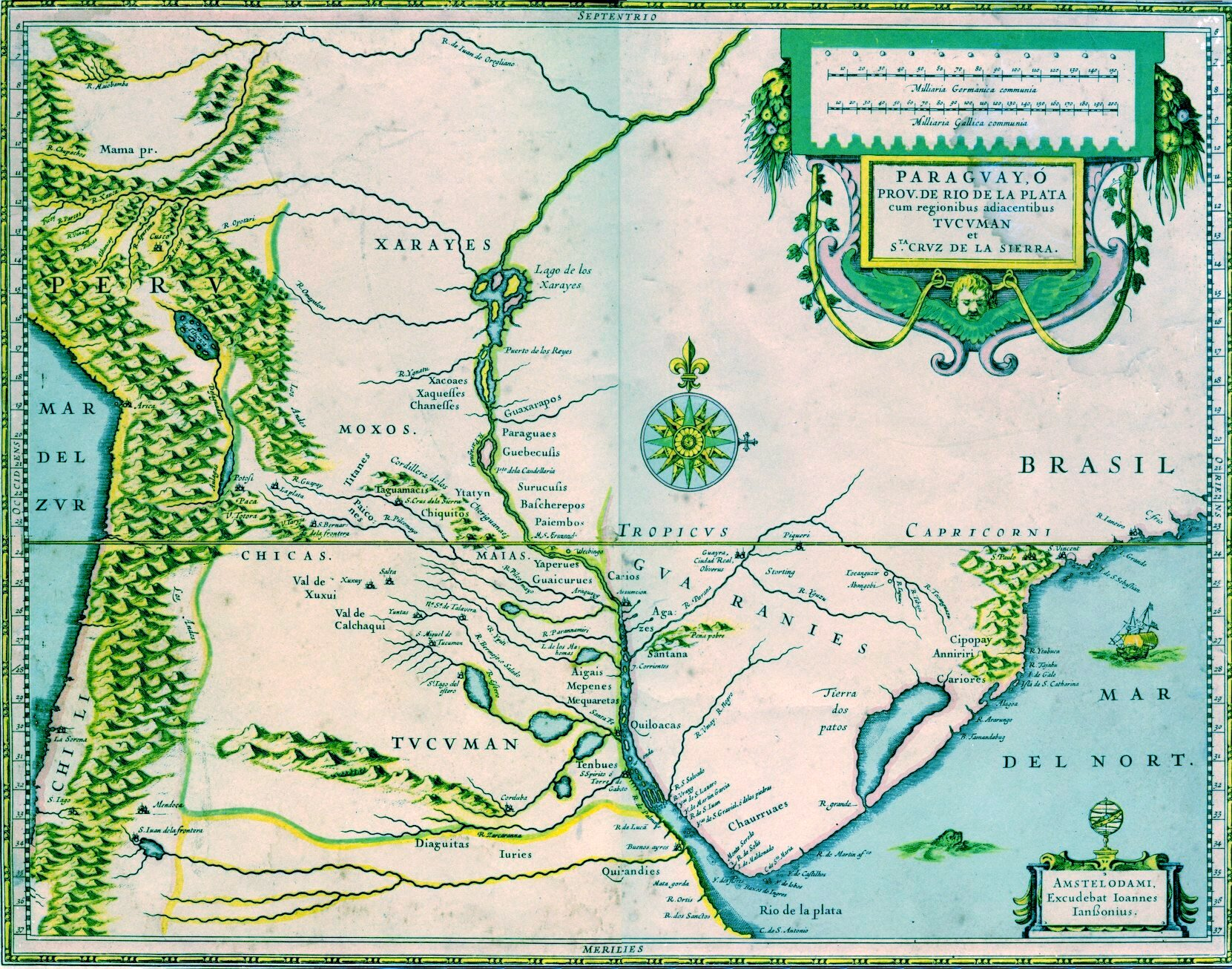
Provincia del Río de la Plata (ca.1600).

En abril de 1704 el rey Felipe V de España propuso al fraile agustino Juan Bautista Sicardo pero su candidatura no se sostuvo. En junio de 1708 se propuso al fraile trinitario Pedro de Fajardo, quien tras un primer rechazo, accedió en agosto de 1710.
Fajardo salió de Cádiz el 25 de marzo de 1710 pero su nave fue capturada por una flota de los Países Bajos. Liberado en Lisboa regresó a Andalucía, donde fue intimado por la corona a reintentar el viaje. El 1º de noviembre de 1711 Fajardo, aduciendo carecer de las bulas de su nombramiento, se negó a viajar y declinó el nombramiento.
Ante la situación, el Consejo de Indias propuso a Arregui, quien en enero de 1714 desde Córdoba, desde donde ejercía como responsable de las provincias de su orden, dio instrucciones al deán Domingo Rodríguez de Armas para asumir en su nombre el gobierno de la diócesis.
El 23 de junio de 1712 el papa Clemente XI dio curso al nombramiento pero en una confusa situación, al no tenerse noticias en Roma de la renuncia de Fajardo ni del consiguiente pedido de anulación del Rey de su nombramiento, el 22 de mayo de 1713 el papa nombró obispo de Buenos Aires a Fajardo quien esta vez aceptó el ofrecimiento, con lo que la designación de Arregui fue revocada por la Corona.
Entretanto, Arregui actuó solo actuó como gobernador de la diócesis. El 20 de noviembre de 1714 escribió una larga carta a Felipe V en la que denunciaba que sus antecesores a excepción de Antonio de Azcona Imberto "habían sustraído durante varios años las rentas del seminario para su congrua satisfacción con motivo de la cortedad de sus rentas (...) llegando a importar la sustracción 4.873 pesos y tres cuartillos".
Finalmente se lo destinó para el obispado del Cuzco en 1716. Allí el 13 de septiembre de 1723 dio inicio a la construcción de la iglesia de la Sagrada Familia.
No obstante, en Cuzco el mando efectivo de la sede episcopal quedó en manos de su sobrino Fernando de Armaza y Arregui. El 23 de marzo de 1719 lo nombró provisor frente al candidato Juan de Ugarte lo que le valió la acusación de nepotismo por parte del cabildo eclesiástico. Confirmando la acusación, su sobrino tuvo un violento enfrentamiento con el cura de Choca, Fernando Fadrique Gutiérrez de Toledo, quien a resultas de la pelea fue excomulgado por el obispo Arregui.
El 16 de agosto de 1718 otro de sus sobrinos, Juan de Armaza y Arregui, fue nombrado corregidor y justicia mayor del Cuzco, en virtud de una provisión del superior gobierno de 8 de junio de 1718 que aprobó el traspaso del cargo por Clemente del Campo, titular del mismo, lo que se hizo efectivo tras el pago de una fuerte suma por el obispo Arregui "con plata de la misma dignidad".
Esto causó gran escándalo en la ciudad que ahora "con que ambos estados, eclesiástico y secular, gobernaron los dos sobrinos del obispo".
Gabriel de Arregui murió en Cuzco el 9 de octubre de 1724. Sus restos yacen en Buenos Aires, en la Basílica de San Francisco.